# Premio Astounding
El premio Astounding al mejor escritor novel[cita requerida] (del original en idioma inglés The Astounding Award for Best New Writer), conocido hasta agosto de 2019 como premio John W. Campbell al mejor escritor novel[cita requerida] (John W. Campbell Award for the Best New Writer in Science Fiction) o simplemente premio John W. Campbell, es un premio anual otorgado al mejor escritor novel de ciencia ficción o fantasía por el comité de la Sociedad mundial de ciencia ficción encargado de organizar la Worldcon ese año. El premio se entrega en el transcurso de dicha Worldcon en la ceremonia de entrega de los premios Hugo, aunque él mismo no se considera un premio Hugo. A efectos del premio John W. Campbell, se consideran escritores noveles a aquellos que hayan publicado su primer trabajo de ciencia ficción o fantasía de más de 10 000 palabras durante los dos años anteriores al año de celebración de la convención.
El nombre del premio se refiere a la revista de ciencia ficción Astounding Science Fiction, la más importante del género desde finales de la década de 1930 hasta mediados de la de 1950.

## Premiados

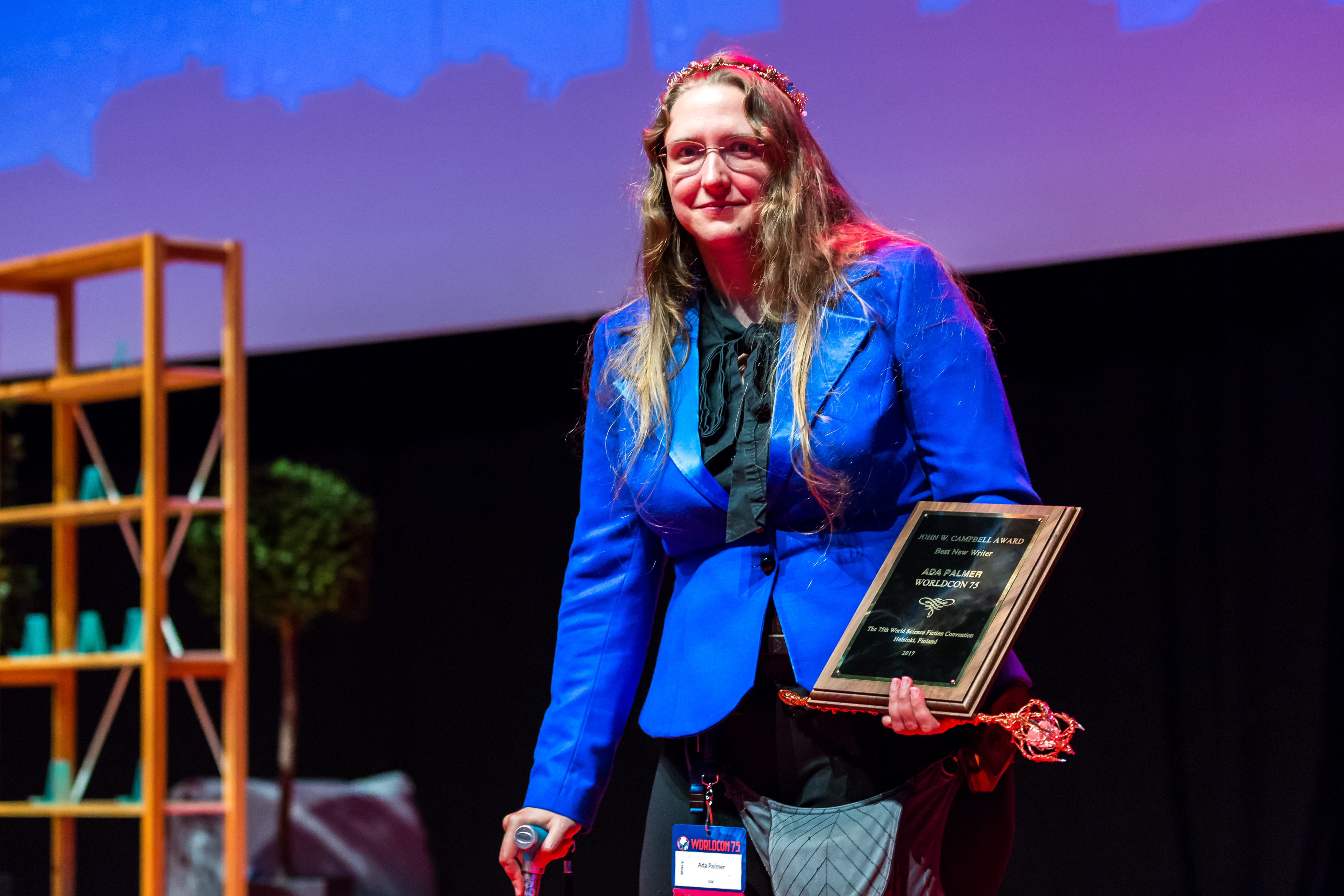
Ada Palmer recibiendo el premio John W. Campbell 2017 en la 75 Convención mundial de ciencia ficción celebrada en Helsinki.

Los galardonados hasta este momento son:
- 1973 — Jerry Pournelle
- 1974 — (ex aequo) Spider Robinson, Lisa Tuttle
- 1975 — P. J. Plauger
- 1976 — Tom Reamy
- 1977 — C. J. Cherryh
- 1978 — Orson Scott Card
- 1979 — Stephen R. Donaldson
- 1980 — Barry B. Longyear
- 1981 — Papinian Sucharitkul Somtow
- 1982 — Alexis A. Gilliland
- 1983 — Paul O. Williams
- 1984 — R. A. MacAvoy
- 1985 — Lucius Shepard
- 1986 — Melissa Scott
- 1987 — Karen Joy Fowler
- 1988 — Judith Moffett
- 1989 — Michaela Roessner
- 1990 — Kristine Kathryn Rusch
- 1991 — Julia Ecklar
- 1992 — Ted Chiang
- 1993 — Laura Resnick
- 1994 — Amy Thomson
- 1995 — Jeff Noon
- 1996 — David Feintuch
- 1997 — Michael A. Burstein
- 1998 — Mary Doria Russell
- 1999 — Nalo Hopkinson
- 2000 — Cory Doctorow
- 2001 — Kristine Smith
- 2002 — Jo Walton
- 2003 — Wen Spencer
- 2004 — Jay Lake
- 2005 — Elizabeth Bear
- 2006 — John Scalzi
- 2007 — Naomi Novik
- 2008 — Mary Robinette Kowal
- 2009 — David Anthony Durham
- 2010 — Seanan McGuire
- 2011 — Lev Grossman
- 2012 — E. Lily Yu
- 2013 — Mur Lafferty
- 2014 — Sofía Samatar
- 2015 — Wesley Chu
- 2016 — Andy Weir
- 2017 — Ada Palmer
- 2018 — Rebecca Roanhorse
- 2019 — Jeannette Ng
- 2020 — R.F. Kuang[3]